# Dance Music Hall of Fame
Die Dance Music Hall of Fame ist eine Ruhmeshalle in den USA und wurde 2004 ins Leben gerufen. Eine Fachjury aus über 1000 Branchenexperten wählte die Gewinner in den offiziellen Kategorien „Performing Artist“, „Records“, „Producers“, „Remixers“ und „DJs“ und „Lifetime Achievement (Non-Performer)“. Bereits 2006 wurde die Vergabe wieder eingestellt. Aufgenommen wurden:

## Künstler
- 2004: Bee Gees, Donna Summer, Barry White
- 2005: Chic, Gloria Gaynor, Sylvester James

## Musikstücke
- Don’t Leave Me This Way – Thelma Houston (2004)
- I Feel Love – Donna Summer (2004)
- Love Is the Message – MFSB (2004)
- Shame – Evelyn „Champagne“ King (2004)
- (You Make Me Feel) Mighty Real – Sylvester James (2004)
- Disco Inferno – The Trammps (2005)
- Good Times – Chic (2005)
- Got To Be Real – Cheryl Lynn (2005)
- I Will Survive – Gloria Gaynor (2005)
- Stayin’ Alive – Bee Gees (2005)

## Produzenten
- 2004: Pete Bellotte, Giorgio Moroder
- 2005: Bernard Edwards, Kenny Gamble, Leon Huff, Quincy Jones, Nile Rodgers

## DJs
- 2004: Larry Levan, David Mancuso, Tee Scott
- 2005: John „Jellybean“ Benitez, François Kevorkian, Frankie Knuckles

## Remixer
- 2004: Tom Moulton
- 2005: François Kevorkian

## Lebenswerk
- 2004: Henry Stone
- 2005: Mel Cheren